# Parole directe
Parole directe est une émission de télévision politique française diffusée sur TF1 en direct et présentée par Laurence Ferrari ou Claire Chazal (le week-end) du 12 mai 2011 au 19 avril 2012
Elle est créée à l'approche de l'élection présidentielle française de 2012.

## Diffusion
Intégrée au journal de 20 heures de TF1 de Laurence Ferrari, l'émission était de mai 2011 à décembre 2011 (sauf pendant l'été) diffusée une fois par mois le jeudi à 20 h 15 et était tournée sur un plateau différent de celui du journal.
À partir de février 2012, l'interview a lieu sur le même plateau que le JT et l'émission est diffusée plus fréquemment différents jour de la semaine, y compris parfois le week-end et donc présentée le cas échéant par Claire Chazal.
En avril 2012, l'émission reçoit les candidats du premier tour de l' élection présidentielle pendant une série de dix émissions.
Les 24 avril et 25 avril 2012, François Hollande et Nicolas Sarkozy, qualifiés pour le second tour de la présidentielle, sont respectivement invités du journal de 20 heures de TF1 mais pas dans le cadre de l'émission Parole Directe. La dernière émission a donc été diffusée le 19 avril 2012 et ce n'est que le 12 juin 2016 que TF1 relance une émission politique à part entière, Vie politique présentée par Gilles Bouleau.

## Principe
L'objectif de cette émission est de décliner les principaux thèmes de la campagne présidentielle (pouvoir d'achat, chômage, retraites, éducation, sécurité, santé...) en présence d'un invité politique interviewé.
Les internautes sont sollicités le lundi précédant l'émission à poser des questions à l'invité du jeudi sur le site officiel de l'émission.

## Émissions et invité(e)s
| Émission n° | Date de diffusion | Horaire de diffusion |  | Invité(e)             | Fonction                                              | Téléspecateurs | PDM    | Référence(s) |
| ----------- | ----------------- | -------------------- |  | --------------------- | ----------------------------------------------------- | -------------- | ------ | ------------ |
| 1           | 12 mai 2011       | 20 h 20 - 20 h 40    |  | François Fillon       | Premier ministre                                      | 6 100 000      | 23,6 % | ,            |
| 2           | 16 juin 2011      | 20 h 15 - 20 h 35    |  | Martine Aubry         | Première secrétaire du Parti socialiste               | 5 100 000      | 21 %   | ,            |
| 3           | 15 septembre 2011 | 20 h 15 - 20 h 35    |  | Marine Le Pen         | Présidente du Front national                          | 6 600 000      | 23,3 % | [ 8 ]        |
| 4           | 20 octobre 2011   | 20 h 15 - 20 h 35    |  | Jean-Luc Mélenchon    | Coprésident du Parti de gauche                        | 6 500 000      | 23,8 % | [ 9 ]        |
| 5           | 24 novembre 2011  | 20 h 15 - 20 h 35    |  | François Bayrou       | Président du Mouvement démocrate                      | 5 900 000      | 22 %   | [ 10 ]       |
| 6           | 15 décembre 2011  | 20 h 20 - 20 h 40    |  | Jean-François Copé    | Secrétaire général de l'UMP                           | 6 000 000      | 21 %   | [ 11 ]       |
| 7           | 6 février 2012    | 20 h 25 - 20 h 40    |  | Corinne Lepage        | Députée européenne et présidente de Cap21             | 6 700 000      | 22,6 % |              |
| 8           | 9 février 2012    | 20 h 25 - 20 h 45    |  | Dominique de Villepin | Premier président de République solidaire             | 6 300 000      | 22 %   |              |
| 9           | 13 février 2012   | 20 h 25 - 20 h 45    |  | Christine Boutin      | Présidente du Parti chrétien-démocrate                | 6 300 000      | 21,1 % |              |
| 10          | 23 février 2012   | 20 h 30 - 20 h 40    |  | Nicolas Dupont-Aignan | Président de Debout la République                     | 5 500 000      |        |              |
| 11          | 1er mars 2012     | 20 h 25 - 20 h 35    |  | Philippe Poutou       | Porte-parole du Nouveau Parti anticapitaliste         | 6 300 000      |        |              |
| 12          | 8 mars 2012       | 20 h 30 - 20 h 35    |  | Nathalie Arthaud      | Porte-parole de Lutte ouvrière                        | 6 000 000      |        |              |
| 13          | 10 avril 2012     | 20 h 25 - 20 h 35    |  | Jacques Cheminade     | Candidat de Solidarité et progrès                     | 5 600 000      |        |              |
| 14          | 12 avril 2012     | 20 h 25 - 20 h 35    |  | Nicolas Dupont-Aignan | Candidat de Debout la République                      | 5 600 000      |        |              |
| 15          | 13 avril 2012     | 20 h 25 - 20 h 35    |  | Nathalie Arthaud      | Candidate de Lutte ouvrière                           | 5 400 000      | 21,6 % |              |
| 16          | 14 avril 2012     | 20 h 25 - 20 h 35    |  | Eva Joly              | Candidate Europe Écologie Les Verts                   | 6 000 000      | 27 %   |              |
| 17          | 15 avril 2012     | 13 h 30 - 13 h 40    |  | Philippe Poutou       | Candidat du Nouveau Parti anticapitaliste             | 5 100 000      | 29,6 % |              |
| 18          | 15 avril 2012     | 20 h 30 - 20 h 40    |  | François Bayrou       | Candidat du Mouvement démocrate                       | 7 300 000      | 27,4 % |              |
| 19          | 16 avril 2012     | 20 h 25 - 20 h 35    |  | Marine Le Pen         | Candidat du Front national                            | 6 200 000      |        |              |
| 20          | 17 avril 2012     | 20 h 25 - 20 h 35    |  | Jean-Luc Mélenchon    | Candidat du Parti de gauche                           | 5 700 000      | 21,1 % |              |
| 21          | 18 avril 2012     | 20 h 20 - 20 h 30    |  | François Hollande     | Candidat du Parti socialiste                          | 5 400 000      | 20,3 % |              |
| 22          | 19 avril 2012     | 20 h 20 - 20 h 30    |  | Nicolas Sarkozy       | Président de la République sortant, candidat de l'UMP | 5 400 000      | 20,3 % |              |